# Herbert Richter
Herbert Richter, född den 26 april 1947 i Chemnitz, Tyskland, är en östtysk tävlingscyklist som tog OS-silver i lagförföljelsen vid olympiska sommarspelen 1972 i München. 